# Silometopus bonessi
Silometopus bonessi là một loài nhện trong họ Linyphiidae.
Loài này thuộc chi Silometopus. Silometopus bonessi được miêu tả năm 1970 bởi Casemir.